# Grins
Grins je obec v Rakousku. Leží ve spolkové zemi Tyrolsko v okrese Landeck, asi 4 kilometry západně od Landecku a asi 18 kilometrů východně od St Anton am Arlberg. Žije zde přibližně 1 400 obyvatel. 

## Geografie

### Poloha
Obec leží v nadmořské výšce kolem 1000 m v údolí Stanzertal, na západním konci terasy nad Sannou (soutok Rosanny s Trisannou), na úpatí hory Parseierspitze (3036 m n. m.)
Celková rozloha území je 21,09 km², z toho připadá 12,0 % na zemědělskou půdu, 6,8 % na alpské louky a pastviny, 51,5 % pokrývají lesy a 27,7 % připadá na vysokohorská skalnatá území. Z celkové rozlohy je 18,6 % území osídleno.

### Členění obce
Obec se od roku 2000 skládá z jedenácti částí: Außerdorf, Fals, Gmar, Graf, Grins, Grist, Gurnau, Innerdorf, Ochsenberg, Pazol a Tasseier. 
K 1. lednu 2011 zde žilo 1380 obyvatel, k 1. lednu 2018 pak 1398 obyvatel.

### Sousední obce
|          | Zams  |                   |
| Strengen |       | Stanz bei Landeck |
| Tobadill | Pians | Landeck           |

## Historie
Oblast byla osídlena již v neolitu, kolem 2000 př. n. l., to dokládá nález kamenné sekery a střepů z urnových polí. Římskou okupaci připomínají především místopisná jména. Například "Grins" může mít také původ v římském crines (sloup). První písemná zmínka pochází z roku 1288, kdy je obec zmiňována jako Grinnes v urbáři tyrolského hraběte Meinharda II. V roce 1330 nařídil tyrolský panovník, aby arlberská cesta vedla přes Grins. To znamenalo, že obec hrála důležitou roli v dopravě ze západu na východ a dosáhla určité prosperity.
V roce 1434 vydal biskup z Brixenu v Grinsu církevní trest, protože obyvatelé Grinsu pohřbívali své mrtvé bez kněze. Když byl trest o dva roky později zrušen, dostal Grins vlastního kněze. V této souvislosti byl poprvé zmíněn kostel svatého Mikuláše v Grinsu.
V této době v Grinsu získala místní význam těžba tufu. Byla z něj postavena loď kostela Panny Marie v Angedairu, kostel svatého Jakuba v Kaunsu a kostel svatého Petra ve Stanzu.
Legenda praví, že léčivé prameny v Grinsu pravidelně navštěvovala Markéta Tyrolská. Doložená historie sirnato-hořečnatého pramene, který vyvěrá ve výšce 1200 m n. m., se datuje do roku 1730. Přestože byl pramen v roce 1840 zasypán, po jeho znovuobjevení v roce 1925 zde bylo vybudováno lázeňské centrum.
V roce 1945 většinu domů zničil požár, část z nich byla znovu postavena do původní podoby.
Hlavním zdrojem obživy místních obyvatel je letní turismus.

## Památky
- Pozdně barokní farní kostel svatého Mikuláše byl postaven v letech 1775–1779 na místě staršího kostela a později byl několikrát přestavován a renovován. Autorem nástropní fresky je Matthäus Günther.
- Cihlový římský most, který se klene přes rokli Mühlbach v centru obce, pochází ze 16. století, ale jeho název je pravděpodobně odvozen od staré římské cesty, která obcí procházela.

## Znak
Blason: V modrém štítě špičatý obloukový most Grins se stříbrným zdivem a zlatým obloukovým rámem.
Znak byl obci udělen tyrolskou zemskou vládou 21. září 1976. Zobrazuje charakteristický římský most ve stylizované podobě jako dominantu obce a symbol její polohy na arlberské trase.